# 布丽奇特·戈登
布丽奇特·戈登（英語：Bridgette Gordon，1967年4月27日—），美国女子篮球运动员。她曾获得1988年夏季奥运会女子篮球比赛金牌。她也参加了1991年泛美运动会，结果获得一枚铜牌。